# Station Rijpwetering
Station Rijpwetering is een voormalig spoorwegstation aan de spoorlijn Hoofddorp - Leiden Heerensingel. Het station werd geopend op 3 augustus 1912 en gesloten op 1 januari 1936.
Het stationsgebouw werd gebouwd in 1912 (type: Hesm I) en gesloopt in 1938.